# Testamento dei Dodici Patriarchi
L'opera I Testamenti dei Dodici Patriarchi è un apocrifo dell'Antico Testamento, scritto in greco forse verso la fine del II secolo a.C. e di origine giudaica, ma comprendente successive rielaborazioni cristiane oppure uno scritto cristiano che utilizza antecedenti fonti ebraiche. Lo scritto ha un carattere prevalente di psicologia morale ed esorta al timore di Dio e all'amore verso il prossimo.

## Contenuto
Il libro riporta i discorsi di esortazione e di addio che i dodici figli di Giacobbe avrebbero pronunciato sul letto di morte. Ognuno di essi ricorda la propria esperienza di vita, segnata da vizi e virtù e dallo sforzo di superare i propri limiti ed esorta i propri figli e loro discendenti a seguire i suoi insegnamenti. Il testo utilizza notizie bibliche o della tradizione giudaica per caratterizzare i vizi e le virtù attribuiti ad ogni patriarca. Ogni testamento contiene anche una profezia finale sul destino dei discendenti di quella tribù, il cui contenuto ed autorevolezza sono spesso attribuiti al patriarca Enoc.
Nel titolo associato ad ognuno dei dodici capitoli sono tradizionalmente citati i vizi o le virtù discussi dal patriarca. In particolare i temi associati ad ogni patriarca sono:
1. Testamento di Ruben : i pensieri cattivi, in particolare verso le donne
2. Testamento di Simeone : l'invidia
3. Testamento di Levi : il sacerdozio e l'orgoglio
4. Testamento di Giuda : il coraggio, la cupidigia e la lussuria
5. Testamento di Issacar : la semplicità
6. Testamento di Zabulon : la misericordia e la pietà
7. Testamento di Dan : la collera e la falsità
8. Testamento di Neftali : la bontà naturale
9. Testamento di Gad : l'odio
10. Testamento di Aser : il volto doppio della malizia e della virtù
11. Testamento di Giuseppe : la temperanza e la castità
12. Testamento di Beniamino : la purezza di cuore

Dato che vi compaiono affermazioni interpretabili come profezie cristologiche, la critica moderna ha supposto che il testo sia stato modificato da cristiani, se non addirittura interamente composto all'inizio dell'epoca cristiana. Anche tra i Rotoli del Mar Morto, nel frammento 4Q541, è stato ritrovato un testo corrispondente a passi cristologici del Testamento di Levi.

## Manoscritti e storia del testo
Sono arrivati sino a noi 13 manoscritti greci e 45 di una versione armena abbreviata. L'opera è nota in occidente sin dal XIII secolo quando Roberto Grossatesta ne produsse la prima traduzione latina. Le discussioni sull'origine ebraica dell'opera si basano sia sull'analisi testuale sia sulla scoperta a Qumran di numerosi frammenti che potrebbero appartenere a un originale aramaico o a scritti aramaici di contenuto analogo.
Secondo Robert Henry Charles, che stampò la prima edizione critica e traduzione in inglese nel 1908, l'antichità del testo potrebbe risultare anche dalla presenza nel Nuovo Testamento (e soprattutto nelle epistole paoline) di citazioni implicite tratte dai "Testamenti dei Dodici Patriarchi". Alternativamente si tratterebbe di modifiche del testo da parte di copisti cristiani. In particolare:
- I Tess. 2,16 è una citazione del Testamento di Levi (6,10);
- Rom. 12,19 proviena da Gad (6,10);
- Rom. 12,21 sta citando Beniamino 6,3;
- II Cor. 12,10 è preso da Gad 5,7;
- Efes. 5,6 proviene da Neftali 3,1.[4]